# Tim Brand (Hockeyspieler)
Timothy „Tim“ Brand (* 29. November 1998 in Gouda, Niederlande) ist ein australischer Hockeyspieler, der mit der australischen Hockeynationalmannschaft 2021 Olympiazweiter wurde.

## Sportliche Karriere
Tim Brand ist in den Niederlanden als Sohn eines Niederländers und einer Australierin geboren. Im Alter von drei Jahren zog seine Familie mit ihm nach Sydney. Der Stürmer debütierte im Juni 2018 in der Nationalmannschaft. Er absolvierte bis 2024 103 Länderspiele.
Brand spielte bei der Weltmeisterschaft 2018. Die Australier gewannen ihre Vorrundengruppe und besiegten im Viertelfinale die Franzosen. Im Halbfinale unterlagen die Australier den Niederländern im Penaltyschießen, das Spiel um den dritten Platz gewannen sie mit 8:1 gegen das englische Team. Bei den Olympischen Spielen in Tokio gewannen die Australier ihre Vorrundengruppe und entschieden im Viertelfinale das Penaltyschießen gegen die Niederländer für sich. Nach einem Halbfinalsieg über die deutsche Mannschaft unterlagen die Australier im Finale den Belgiern im Penaltyschießen, nachdem es zum Ende der regulären Spielzeit 1:1 gestanden hatte.
2022 gewann Brand mit dem australischen Team bei den Commonwealth Games in Birmingham. Im Finale beim 7:0 über die Inder erzielte Wickham eines seiner fünf Turniertore. Bei der Weltmeisterschaft 2023 in Bhubaneswar gewannen die Australier im Viertelfinale gegen die spanische Mannschaft und verloren im Halbfinale gegen die Deutschen. Das Spiel um Bronze entschieden die Niederländer mit 3:1 für sich. Brand war in allen Spielen dabei. Bei den Olympischen Spielen 2024 in Paris schieden die Australier im Viertelfinale gegen die Niederländer aus. Brand wirkte in allen sechs Spielen mit.